# Falcileptoneta okinawaensis
Falcileptoneta okinawaensis là một loài nhện trong họ Leptonetidae.
Loài này thuộc chi Falcileptoneta. Falcileptoneta okinawaensis được T. Komatsu miêu tả năm 1972.